# Обињи о Бак
Обињи о Бак (фр. Aubigny-au-Bac) насеље је и општина у североисточној Француској у региону Север-Па де Кале, у департману Север која припада префектури Дуе.
По подацима из 2011. године у општини је живело 1228 становника, а густина насељености је износила 237,98 становника/km². Општина се простире на површини од 5,16 km². Налази се на средњој надморској висини од 39 метара (максималној 61 m, а минималној 32 m).

## Демографија
| 1962. | 1968. | 1975. | 1982. | 1990. | 1999. | 2011. |
| ----- | ----- | ----- | ----- | ----- | ----- | ----- |
| 1.055 | 1.063 | 1.077 | 1.022 | 1.018 | 1.048 | 1.228 |